# Neuvième amendement de la Constitution des États-Unis

La Déclaration des droits.

Le 9e amendement de la Constitution des États-Unis d'Amérique traite des droits des personnes non expressément énumérés dans la Constitution. Il fait partie de la Déclaration des Droits.

## Texte
Le texte du neuvième amendement en anglais est le suivant :
« The enumeration in the Constitution, of certain rights, shall not be construed to deny or disparage others retained by the people. »
Il peut se traduire par :

« L'énumération de certains droits dans la Constitution ne pourra être interprétée comme déniant ou restreignant d'autres droits conservés par le peuple. »

ou

« L'énumération de certains droits dans la Constitution ne sera pas interprétée comme une dénégation ou un affaiblissement des autres droits que le peuple s’est réservés. »

## Histoire
Cet amendement fut adopté en 1791, sur la proposition de James Madison.
Le neuvième amendement n'est pas considéré comme décisif ou déterminant pour les juristes. Le juge Anthony Kennedy déclare que cet amendement est une clause de réserve pour les droits qui ne sont pas présents dans les huit premiers. Il fut très peu utilisé par la cour suprême sauf pour Griswold v. Connecticut. Il est soumis à interprétation surtout sur les « droits garantis »,.